# بريان مارك ريغ
بريان مارك ريغ (بالإنجليزية: Bryan Mark Rigg)‏ هو كاتب أمريكي، ولد في 16 مارس 1971.